# Trombitás Kristóf
Trombitás Kristóf Keresztély (1988) magyar szélsőjobboldali közéleti személyiség, influencer, a Fidesz-közeli Megafon Központ tagja. Édesapja, Trombitás Zoltán orvos, politikus, országgyűlési képviselő.

## Életpályája
Mauri Partizán álnéven 2015-ben az olasz futballal foglalkozó Il Nostro Calcio nevű Facebook-oldal szerkesztője volt. Később viszont az oldal elhatárolódott tőle, és közzétettek egy bejegyzést, melyből kiderült, Trombitás 2015-ben még azért méltatta Davide Moscardellit, mert a focista kiállt a melegjogokért.
2017 körültől a Biokomnál dolgozott, amelynek az anyja, Mikes Éva volt az önkormányzati cég jogi és stratégiai igazgatója.
2018 januárjától a Mandiner publicistája.
2018. október 4-től 2019. december 31-ig az M5 Ez itt a kérdés című műsorának műsorvezetője. Ennek egyik adásában egyszer azzal keltett feltűnést, hogy arról készített beszélgetést, hogy vajon gyógyítható-e a homoszexualitás.
2020 márciusától a Publi Cafe magazinműsort vezette műsorvezetőként a Hír TV-n.
2021 augusztusában megalakult a Védett Társadalom Alapítvány, amelynek kuratóriumi tagja lett. (pontosabban ennek elődszervezete a Zárt Társadalom Alapítvány volt, az 2021 januárjában indult.)
2021 szeptemberében bejelenti, hogy csatlakozott a Megafon csapatához. A Megafon Központ fizetett Facebook-kampányainak egyik nagy kedvezményezettje lett.
A Pesti TV-n először 2021 októberének végétől a Hópelyhek olvadása című műsor és a Számok és Tények című műsor házigazdája és szerkesztője, ezzel párhuzamosan a Pesti Srácokon vezércikkekkel jelentkezett ezentúl (a Pesti TV 2022. július 11-én szűnt meg).
A Magyar Nemzetben is jelentek meg írásai.
2022-ben, Ukrajna Oroszország általi megtámadása kapcsán az alábbi címmel adott ki publicisztikát a PestiSrácok.hu oldalon: Ukrajna mellé állni hazaárulás. Nem sokkal később a cikk címe Ukrajna mellé állni?-ra változott.
Nem sokkal később rosszindulatú megjegyzést tett Fekete-Győr András, a Momentum politikusa felé: "Jó, azért Fekete-Győr Andrást ledobhatnánk Donbaszban, ha már ennyire harcolni akar". Egyik botrányos nyilatkozatában a debreceni akkumulátorgyárat Pécsre telepítette volna át.
2023-ban előkerült egy fiatalkori képe, amin náci karlendítést végez.
2024-ben egy cikkben kiállt az azonos neműek gyermekvállalása mellett, de a cikket a Pesti Srácok eltávolította.